# Conacul Kemény din Cămărașu
Conacul Kemény din Cămărașu, județul Cluj este înscris pe lista monumentelor istorice din județul Cluj elaborată de Ministerul Culturii și Patrimoniului Național din România în anul 2010, cu cod LMI CJ-II-m-B-07544. 

## Istoric
A fost construit în secolul al XVIII-lea de familia nobilului ardelean Kemény.